# DFS Classic 2006 - Doppio
Il doppio del DFS Classic 2006 è stato un torneo di tennis facente parte del WTA Tour 2006.
Daniela Hantuchová e Ai Sugiyama erano le detentrici del titolo, ma quest'anno non hanno partecipato.
Jelena Janković e Li Na hanno battuto in finale 6–2, 6–4 Jill Craybas e Liezel Huber.

## Teste di serie
1. Cara Black /  Rennae Stubbs (quarti di finale)
2. Li Ting /  Tiantian Sun (quarti di finale)
3. Sania Mirza /  Francesca Schiavone (primo turno)
4. Nicole Pratt /  Bryanne Stewart (quarti di finale)

## Tabellone

### Legenda
| - Q = Qualificato - WC = Wild card - LL = Lucky loser | - ALT = Alternate - SE = Special Exempt - PR = Protected Ranking | - w/o = Walkover - r = Ritirato - d = Squalificato |